# Landkreis Rotenburg (Wümme)
Der Landkreis Rotenburg (Wümme) ist ein ländlicher Landkreis in Niedersachsen am Südwestrand der Metropolregion Hamburg. Er liegt zwischen Hamburg und Bremen im Zentrum des Elbe-Weser-Dreiecks. Kreisstadt ist Rotenburg (Wümme).

## Geographie

### Nachbarkreise
Der Landkreis Rotenburg (Wümme) grenzt im Uhrzeigersinn im Nordwesten beginnend an die Landkreise Cuxhaven, Stade, Harburg, Heidekreis, Verden und Osterholz.

### Naturräumliche Gegebenheiten
Der nach seiner Flächenausdehnung viertgrößte Landkreis Niedersachsens liegt in der Stader Geest und lässt sich in verschiedene naturräumliche Bereiche gliedern. Beim nordwestlichen Teil handelt es sich um Geestbereiche, die sich nach Nordwesten bis weit in den Landkreis Cuxhaven fortsetzen. Östlich dieser Geestbereiche mit dem markanten Endmoränenwall der Lamstedter Endmoräne liegt eine von Ostendorf und Iselersheim über Fahrendorf und Karlshöfen bis westlich von Breddorf und Wilstedt verlaufende bis zu 15 km breite Niederung, die sich im benachbarten Landkreis Osterholz fortsetzt. Es handelt sich um die Oste-Hamme-Niederung, die im Volksmund als Teufelsmoor bezeichnet wird. Weite Teile dieser ehemaligen Hochmoorgebiete wurden in den letzten 200 Jahren systematisch kultiviert. Östlich einer Linie von Bremervörde über Sandbostel und Tarmstedt bis Sottrum schließt sich die bis zur östlichen Kreisgrenze ausgedehnte sogenannte Zevener Geest an. Ein markanter Teilbereich dieses Naturraumes ist das Ostetal. Südlich der Zevener Geest erstreckt sich der Naturraum Wümmeniederung, zu dem zahlreiche reizvolle Zuflüsse gehören. Im Raum Stemmen/Vahlde haben sich mehrere größere Hochmoorkomplexe wie das Tister Bauernmoor, das Ekelmoor und das Königsmoor gebildet. Südwestlich der Wümmeniederung schließt sich mit der Achim-Verdener Geest ein sandiger Geestbereich an, der in Richtung Ahausen/Kirchwalsede ein zunehmend schwachwelliges bis hügeliges Relief aufweist. In abflusslosen Mulden haben sich Hochmoore entwickelt, so z. B. das Große und Weiße Moor bei Kirchwalsede. Den südöstlichen Zipfel des Kreises im Bereich um Visselhövede prägt eine flachwellige Geest, die schon zum Naturraum Lüneburger Heide gehört. Etwa bei Visselhövede beginnt ein Endmoränenzug, der nach Nordosten auf Neuenkirchen zuläuft und beim Höllenberg südlich von Drögenbostel mit 93 m den höchsten Punkt des Kreisgebietes bildet.

### Großstädtische Einzugsbereiche
Der Landkreis ist zwar der Metropolregion Hamburg beigetreten, ebenso könnten aber große Teile des Kreisgebietes – insbesondere die Gemeinde Gnarrenburg, die Samtgemeinden Sottrum, Geestequelle und Tarmstedt – auch dem Einzugsbereich Bremens und Bremerhavens zugerechnet werden. Aus dem Süden des Kreisgebietes pendeln viele Einwohner in den Großraum Hannover. Insgesamt füllt der ländlich strukturierte Landkreis somit eine Mittlerfunktion zwischen den umliegenden Großstädten aus, insbesondere zwischen Hamburg und Bremen. Am 15. Dezember 2019 trat der Landkreis Rotenburg (Wümme) dem Tarifgebiet des Hamburger Verkehrsverbundes (HVV) bei.

### Historische und institutionelle Einzugsbereiche
Bezogen auf die historische Entwicklung gehört der Landkreis Rotenburg zum früheren Territorium Bremen-Verden, das sich über das Elbe-Weser-Dreieck erstreckte. Zu diesem gehören neben dem Landkreis Rotenburg (Wümme) die heutigen Landkreise Cuxhaven, Osterholz, Stade und Verden. Viele Einzugsbereiche kirchlicher, kultureller, gesellschaftlicher oder sozialer Institutionen wie Handelskammer, evangelischer Kirchensprengel, Landschaftsverband und andere orientieren sich bis heute an den Grenzen dieses historischen Gebietes. Das Territorium Bremen-Verden bildete später mit der Landdrostei Stade und dem Regierungsbezirk Stade eine Kontinuität. Letzterer ging 1978 im seit 2004 ebenfalls nicht mehr existierenden vergrößerten Regierungsbezirk Lüneburg auf.

## Geschichte

### Urgeschichte
Als früheste menschliche Spuren können die Artefakte von Minstedt 7 gelten, die aus dem frühen Mesolithikum stammen und auf ein Alter von etwa 9000 Jahren datiert wurden.

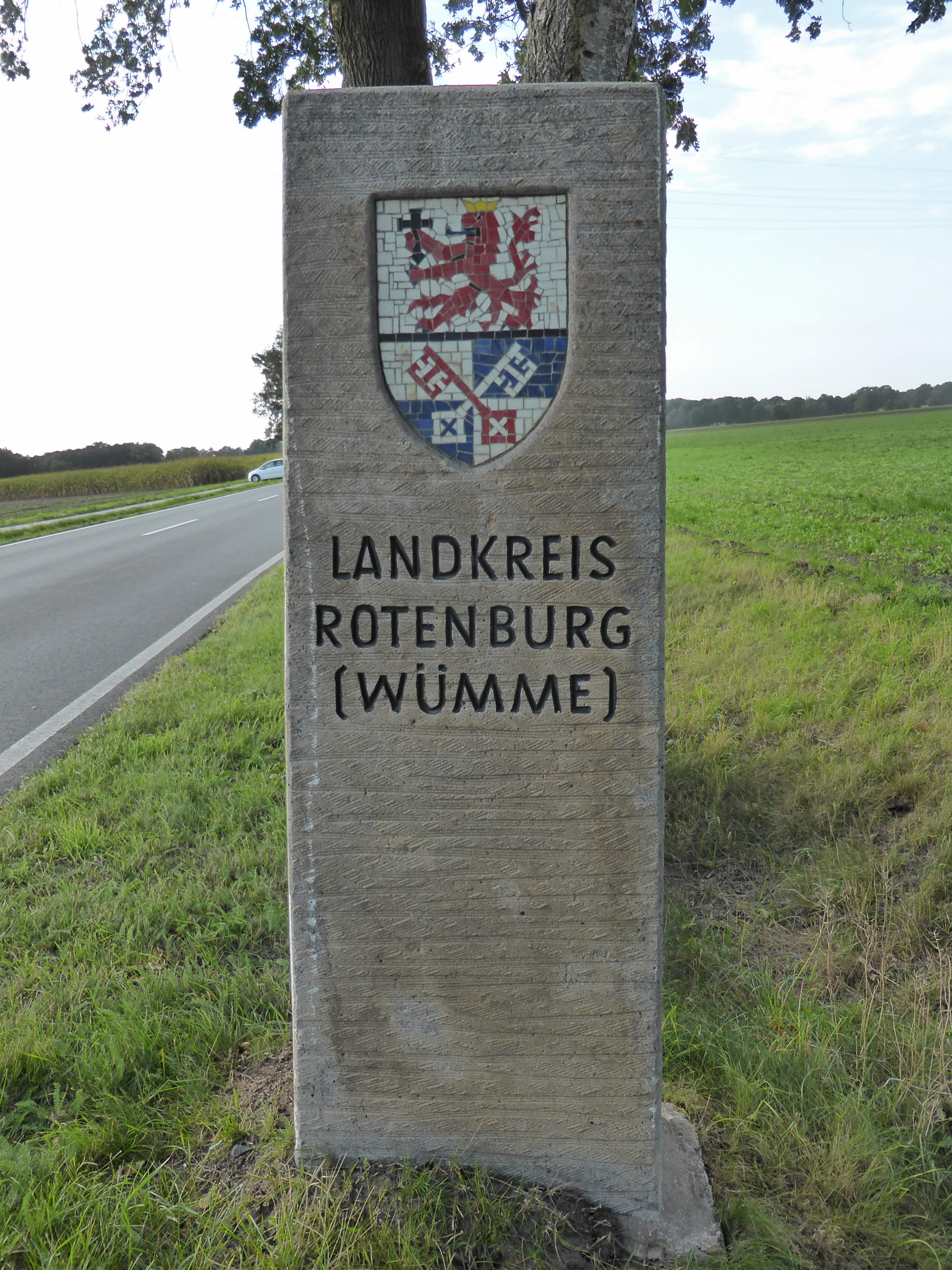
Kreisgrenze nahe Ottingen

### Mittelalter und frühe Neuzeit
Historisch bildete das Kreisgebiet den Kern des Erzstifts Bremen und des Hochstifts Verden. Nach der Reformation wurden beide Territorien zu weltlichen Herzogtümern, die zunächst dänisch, später schwedisch wurden. Diese Gebiete wurden gemeinsam als Territorium Bremen-Verden, zu dem die Hansestadt Bremen selbst nicht gehörte, von Stade aus verwaltet. Im Dreißigjährigen Krieg fanden im Bereich des heutigen Landkreises schwere Kämpfe zwischen schwedischen und kaiserlichen Truppen statt.

### Zugehörigkeit zu Hannover
Zum 18. Jahrhundert hin ging das Gebiet im Kurfürstentum Braunschweig-Lüneburg (Kurhannover), dem späteren Königreich Hannover auf, wo es zu verschiedenen Ämtern der Landdrostei Stade gehörte. Lauenbrück gehörte zur ebenfalls hannoverschen Landdrostei Lüneburg. Nach der Annexion des Königreichs Hannover durch Preußen im Zuge des Deutschen Krieges 1867 wurde zum 1. April 1885 in der gesamten Provinz Hannover die preußische Kreisverfassung eingeführt. Auf dem heutigen Kreisgebiet wurden dabei die Kreise Bremervörde, Rotenburg in Hannover und Zeven gegründet. Auch nach Auflösung Preußens und Wiedergründung des Landes Hannover wurde die Verwaltungsstruktur beibehalten. Die eigentliche Industrialisierung Rotenburgs erfolgte erst im 20. Jahrhundert. 1929 wurde Rotenburg zur Stadt erhoben. Seit 1936 ist Rotenburg Garnisonsort.

### NS-Zeit

#### Judenverfolgung und Zwangsarbeit
Rotenburg a.d. Wümme besaß bis ins beginnende 20. Jahrhundert eine winzige jüdische Gemeinde. Erste Familien hatten sich nach 1750 hier niedergelassen. Im Jahre 1812 bildete sich eine Synagogengemeinde, die Familien aus dem gesamten Amtsbezirk Rotenburg (mit Scheeßel und Visselhövede) umfasste. Erst 1933 wurde das endgültige Ende der Rotenburger Gemeinde offiziell vollzogen. Der kleine jüdische Friedhof im Bereich „Rönnebrocksweg/Imkersfeld“, auf dem während des Krieges sowjetische Kriegsgefangene in einem Massengrab beerdigt worden waren, wurde 1947 wieder hergerichtet. Im Zweiten Weltkrieg war der Friedhof verwüstet und geschändet worden.
Auch die Bürger Rothenburgs nahmen unter dem NS-Regime aktiv an der Judenverfolgung teil. Betroffen waren z. B. die jüdischen Kaufleute Cohn. Der Schneidermeister Hermann Cohn und seine Frau Gertrud flohen nach den Novemberpogromen 1938, dem Boykott und der Enteignung ihres überregional bekannten Bekleidung-Kaufhauses, mit Generalvertretung der damals berühmten deutschen Bekleidungsfirma Bleyle, nach Berlin. Dort wurden Hermann und Gertrud mit Beginn des Zweiten Weltkriegs zunächst zu Zwangsarbeit verpflichtet. Im Februar 1943 deportierte man Gertrud mit dem 31. und Hermann mit dem 33. Osttransport ins KZ Auschwitz. Am 3. März wurden sie für tot erklärt. Paul Immermann, ein Mitarbeiter des Bekleidungsgeschäfts der Familie Cohn, wurde am 18. November 1941 zusammen mit den noch verbliebenen Juden der Region, u. a. Rudolf Moses aus Sottrum, von Bremen über Hamburg ins Ghetto Minsk deportiert und dort ermordet.
In der Gemeinde Sottrum wurden ebenfalls Juden verfolgt. Ein Beispiel waren Rudolf Moses und sein Cousin Albert Moses, die in der „Großen Straße“ als Schlachter bis 1933, geschätzt und anerkannt im Ort, lebten. Dem setzte die NS-Verfolgung ein Ende. Albert Moses gelang mit seiner Frau Ida Moses, geborene Schad, und den beiden Töchtern Ilse und Inge Anfang 1939 noch die Emigration in die USA. Rudolf Moses wurde im November 1941 ins Ghetto Minsk deportiert und dort Opfer des Holocaust.
Die KZ-Züge rollten regelmäßig durch den Landkreis Rotenburg (Wümme). Sie kamen hauptsächlich aus dem „Judendurchgangslager Westerbork“ in der Nähe von Groningen und führten über Bremen, Ottersberg, Rotenburg und Hamburg meistens nach Auschwitz oder ins Vernichtungslager Sobibor.
Die Verfolgungsgeschichte der Opfer des Nationalsozialismus wurde erst 1989 mit der Errichtung eines Mahnmals am Rathaus der Kreisstadt aufgearbeitet. Der Rotenburger Heimatbund dagegen hatte noch 2002 Probleme mit der Anerkennung der Verfolgung, weil er eine öffentliche Auseinandersetzung befürchtete und seine Mitglieder nicht verärgern wollte.
Vom Einsatz von Zwangsarbeitern und Kriegsgefangenen des Zweiten Weltkriegs im Kreis Rothenburg (Wümme) zeugen verschiedene „Ehrengräber“ auf den Friedhöfen. In der Gräberanlage auf dem „Waldfriedhof Freudenthalstraße“ an der Soltauer Straße sind 342 KZ-Häftlinge bestattet, die überwiegend aus der KZ-Anlage Sandbostel stammten und bei ihrer Befreiung vom Nazi-Regime im Mai 1945 noch lebten, dann in das damalige Unterstedter Krankenhaus verlegt wurden, wo sie verstarben. Die meisten waren Russen, aber auch Polen, Franzosen, Letten, Ungarn, Niederländer, Belgier, Deutsche, Jugoslawen, Serben, Griechen, Littauer, Tschechen, Estländer, Slowene und Slawen befanden sich darunter.

#### Euthanasie
Ab 1934 wurden 97 Mädchen und Frauen und 238 Jungen und Männer im Krankenhaus des Diakonissen-Mutterhauses in Rotenburg in den Rotenburger Anstalten zwangssterilisiert, ein 13-jähriges Mädchen und eine erwachsene Frau kamen dabei um. Bereits 1939 begann die NS-Führung mit Vorbereitungen zur systematischen Ermordung von psychisch und körperlich Kranken („Euthanasie“). Im Rahmen der „Aktion T4“ wurden Kranke und Behinderte seit Anfang 1940 in eigens eingerichteten Tötungsanstalten mit Gas ermordet. In Einrichtungen der Inneren Mission wie den Rotenburger Anstalten waren die Insassen vor den Mordaktionen nicht besser geschützt als in nicht-kirchlichen Einrichtungen. Die Rotenburger Anstalten wurden 1940 dazu bestimmt, ihre Insassen in andere Einrichtungen zu verlegen. Sie sollten im Rahmen der „Aktion T4“ erfasst und ermordet werden. Am 30. Juli und 5. August 1941 wurden 140 Frauen und Männer aus den Rotenburger Anstalten in die Landesheil- und Pflegeanstalt Weilmünster zur Vernichtung verlegt. Hitler stoppte Ende August 1941 die Ermordung der Kranken in Gaskammern, wohl aus Furcht vor Protesten aus dem Ausland und aus der Bevölkerung. Daher starben diese Kranken nicht im Gas, sondern durch Hunger und Vernachlässigung in den Anstalten, in die sie verlegt wurden. Das Gros der betroffenen Rotenburger Patienten und Patientinnen wurde im Zuge der Anstaltsräumung im Oktober 1941 in andere Anstalten verlegt. Die meisten von ihnen wurden in der zweiten Welle der „Euthanasie“ mit Medikamenten ermordet oder man ließ sie verhungern. Von den 1940 in den Rotenburger Anstalten lebenden rund 1100 Menschen mit Behinderungen wurden über 800 Menschen deportiert und nachweislich 562 Kranke nach ihrer Verlegung ermordet. Bei etwa 50 Patientinnen und Patienten ist das Schicksal ungeklärt. Etwa 100 Überlebende konnten ausfindig gemacht werden.
Pastor Johann Buhrfeind (1903–1942), der langjährige Leiter der Anstalt und Vorsteher des Diakonissen-Mutterhauses, zählte sich zur Bekennenden Kirche, die sich gegen politische Instrumentalisierung der Kirche im Nationalsozialismus wandte. Dennoch fand er keinen Weg, die Insassen der Rotenburger Anstalten vor den „Euthanasie“-Morden zu schützen. Landrat Karl Weber aus Verden (1933–1945) teilte ihm mit, dass es sich um einen Führerbefehl handelt, den er nicht sabotieren dürfte, sondern zu unterstützen habe.
Erst in den 1980er Jahren gelang allmählich die Aufarbeitung der inhumanen Behandlung der Rothenburger Patienten, angestoßen durch die Staatsexamensarbeit von Michael Quelle aus dem Jahr 1986 „Die Rotenburger Anstalten 1933-45“.
Umfangreiche Unterlagen zu Nationalsozialisten im Altkreis Rotenburg befinden sich durch eine Schenkung vom September 2023 im Scheeßeler Gemeindearchiv.

### Nachkriegsgeschichte
1946 fusionierte das wiedergegründete Land Hannover mit Schaumburg-Lippe, Braunschweig und Oldenburg zum Land Niedersachsen, zu dem auch die Landkreise Rotenburg (Wümme) und Bremervörde gehörten, der seinerseits seit 1932 die Altkreise Bremervörde und Zeven umfasste. Beide Landkreise gehörten zum damaligen Regierungsbezirk Stade, der aus dem historischen Bremen-Verdener Territorium und der ehemaligen Landdrostei Stade bestand und damit diese Kontinuität fortführte. Die ersten Nachkriegsjahre waren geprägt vom Zuzug großer Flüchtlingsströme aus den ehemaligen Deutschen Ostgebieten, der Tschechoslowakei und anderen Gebieten. Ebenso fanden viele Ausgebombte aus Großstädten Zuflucht in der Region. Nach dem Zweiten Weltkrieg übernahm der Altkreis Rotenburg die Patenschaft für den Kreis Angerburg in Ostpreußen, während der Altkreis Bremervörde die Patenschaft für den Kreis Stuhm in Westpreußen übernahm. Der Altkreis Rotenburg (Wümme) hieß bis zum 18. Juni 1969 Rotenburg in Hannover, abgekürzt Rotenburg (Hann). Die historische Landschaft der Herzogtümer Bremen und Verden besteht fort im 1963 gegründeten Landschaftsverband Stade. Der Landschaftsverband dient primär der Heimatpflege, fördert die Regionalkultur und bemüht sich um ein Regionalmarketing bis hin zur Wirtschaftsförderung.
Am 1. August 1977 fusionierten die Landkreise Bremervörde und Rotenburg (Wümme) miteinander. Nach der Kreisreform gingen die Patenschaften auf den heutigen Landkreis Rotenburg (Wümme) über. Er unterstützt Stuhmer und Angerburger bei der Pflege des geistigen und kulturellen Erbes ihrer Heimat. Nach Auflösung des Regierungsbezirks Stade 1978 gehörte der Landkreis Rotenburg (Wümme) bis zur gänzlichen Aufhebung der Regierungsbezirke in Niedersachsen zum Regierungsbezirk Lüneburg. Die jüngere Geschichte ist durch einen Strukturwandel des Gebietes mit zunehmenden Pendlerströmen in die benachbarten Großstädte geprägt. Diese Entwicklung wird durch die zentrale und verkehrsgünstige Lage zwischen Hamburg und Bremen und den Ausbau der durch das Kreisgebiet führenden Verkehrsverbindungen begünstigt. So entstanden entlang der Autobahn mehrere große Gewerbegebiete bei Sittensen und Bockel. Auch die durch das Kreisgebiet führenden Eisenbahnverbindungen wurden modernisiert, weitere Modernisierungen sind geplant. Dies erfolgt sowohl im Rahmen der Seehafenanbindung für den Güterverkehr als auch für Berufspendler im Personenverkehr, wo nun durch EVB, Erixx und die Betriebsübernahme auf dem sogenannten Hanse-Netz durch die Metronom Eisenbahngesellschaft attraktivere Züge eingesetzt werden. Seit den 1970er Jahren entwickelte sich die Kreisstadt Rotenburg zu einem überregional bedeutenden Krankenhausstandort. Verschiedene Projekte wie die im Landkreis verbreitete Förderung von Erdgas und der geplante, aber nun zurückgestellte Bau der Y-Trasse (Hamburg/Bremen–Hannover) bestimmten ebenfalls die Kommunalpolitik.

### Einwohnerentwicklung

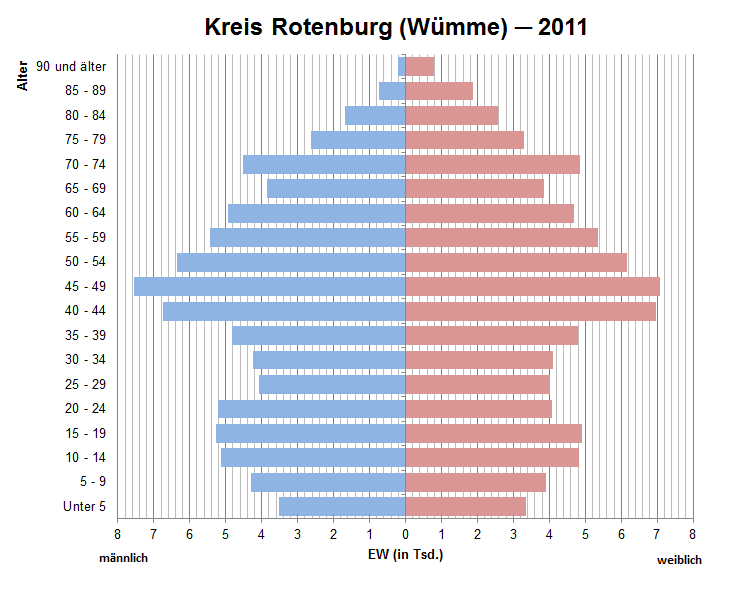
Bevölkerungspyramide für den Kreis Rotenburg (Wümme) (Datenquelle: Zensus 2011.)

| Jahr | Einwohner | Quelle |
| ---- | --------- | ------ |
| 1980 | 138.400   | [ 23 ] |
| 1985 | 140.100   | [ 24 ] |
| 1990 | 141.383   | [ 25 ] |
| 1995 | 152.688   | [ 25 ] |
| 2000 | 161.692   | [ 25 ] |
| 2005 | 164.875   | [ 25 ] |
| 2010 | 163.860   | [ 25 ] |
| 2015 | 163.253   | [ 25 ] |
| 2018 | 163.455   | [ 25 ] |
| 2019 | 164.930   | [ 25 ] |
| 2020 | 164.486   | [ 25 ] |

### Religionen
Traditionell ist das Gebiet des heutigen Landkreises Rotenburg (Wümme) evangelisch-lutherisch geprägt: Die meisten Gemeinden gehören zur Landeskirche Hannover. Insbesondere nach dem Krieg haben sich durch Zuzug vieler Heimatvertriebener vor allem aus Schlesien und dem Ermland, durch Zuzug aus Süd- und Westdeutschland, durch Gastarbeiter aus Südeuropa und durch Aussiedler aus Ostmittel- und Osteuropa große katholische Gemeinden gebildet, die zu den Dekanaten Verden (Südkreis) und Unterelbe (Nordkreis) innerhalb des Bistums Hildesheim gehören. Daneben gibt es Einwohner islamischen Glaubens vor allem türkischer und arabischer Herkunft, Zeugen Jehovas, Angehörige von Freikirchen, Baptisten, Angehörige der neuapostolischen Kirche sowie eine wachsende Gruppe Konfessionsloser.

## Politik
Die Verwaltung des Landkreises ist in zwei Kreishäusern, in Rotenburg (Wümme) und in Bremervörde, untergebracht. In diesen beiden Städten und dazu auch noch in Zeven wurden zudem noch Außenstellen in anderen Gebäuden eingerichtet. Das Rotenburger Kreishaus besteht aus einem Gebäudekomplex aus den Jahren 1967/1968, den das Architektenehepaar Friedrich Spengelin und Ingeborg Spengelin zusammen mit Lothar Loewe entwarf. Sie erhielten hierfür den BDA-Preis Niedersachsen.

### Kreistag
- Linke: 1
- SPD: 15
- Grüne: 7
- WFB: 3
- BLZG: 1
- FDP: 3
- CDU: 22
- FW: 1
- AfD: 1

| Parteien und Wählergemeinschaften | Parteien und Wählergemeinschaften                   | Prozent 2021 | Sitze 2021 |  | Prozent 2016 | Sitze 2016 | Prozent 2011 | Sitze 2011 | Prozent 2006 | Sitze 2006 |
| CDU                               | Christlich Demokratische Union Deutschlands         | 41,28        | 22         |  | 41,88        | 23         | 43,20        | 23         | 48,3         | 26         |
| SPD                               | Sozialdemokratische Partei Deutschlands             | 27,17        | 15         |  | 29,45        | 16         | 33,22        | 18         | 32,4         | 17         |
| Grüne                             | Bündnis 90/Die Grünen                               | 13,22        | 7          |  | 10,25        | 5          | 12,65        | 7          | 6,6          | 4          |
| FDP                               | Freie Demokratische Partei                          | 5,51         | 3          |  | 3,06         | 2          | 3,01         | 1          | 5,4          | 3          |
| WFB                               | Wählergemeinschaft Freier Bürger                    | 4,70         | 3          |  | 4,93         | 3          | 4,98         | 3          | 5,01         | 3          |
| Linke                             | Die Linke                                           | 1,80         | 1          |  | 1,98         | 1          | 1,61         | 1          | 0,9          | 0          |
| AfD                               | Alternative für Deutschland                         | 1,71         | 1          |  | 6,56         | 3          |              |            |              |            |
| FW                                | Freie Wähler                                        | 1,69         | 1          |  | 1,04         | 1          |              |            |              |            |
| BLZG                              | Bürgerliste Zukunft gestalten (Landkreis Rotenburg) | 1,15         | 1          |  |              |            |              |            |              |            |
| ALFA                              | Allianz für Fortschritt und Aufbruch                |              |            |  | 0,40         | 0          |              |            |              |            |
| NPD                               | Nationaldemokratische Partei Deutschlands           |              |            |  | 0,39         | 0          | 1,2          | 1          | 1,4          | 1          |
| CM                                | Christliche Mitte                                   |              |            |  |              |            | 0,10         | 0          |              |            |
| Gesamt                            | Gesamt                                              | 100          | 54         |  | 100          | 54         | 100          | 54         | 100          | 54         |
| Wahlbeteiligung in Prozent        | Wahlbeteiligung in Prozent                          | 62,3         | 62,3       |  | 60,1         | 60,1       | 57,7         | 57,7       | 58,6         | 58,6       |

### Hauptverwaltungsbeamte seit 1977
- 1977 bis 1985 Johannes zum Felde
- 1985 bis 31. Januar 2000 Gerhard Blume, Oberkreisdirektor[30]

### Landräte seit 1977
- 1. August 1975 – 18. November 1977 Kurt Vajen (bis zur ersten Neuwahl im neu gegründeten Landkreis, war vorher Landrat des Altlandkreises Rotenburg)[31]
- 18. November 1977 – 30. November 1991 Hans-Cord Graf von Bothmer[32]
- 1. November 1991 – 1. August 2000 Wilhelm Brunkhorst
- 1. August 2000 – Oktober 2000 vertretungsweise Reinhard Brünjes
- Oktober 2000 – 31. Oktober 2001 Reinhard Brünjes[33][34]
- 1. November 2001 – 31. Oktober 2006 Hans-Harald Fitschen[35]
- 1. November 2006 – bis 31. Oktober 2021 Hermann Luttmann[36][37]
- ab 1. November 2021 – Marco Prietz

### Wappen
| Wappen Landkreis Rotenburg (Wümme) | Blasonierung: „Geteilt durch einen schwarzen Balken (besser Faden oder Leiste); oben in Silber (Weiß) ein golden (gelb) gekrönter, blau bewehrter und bezungter roter Löwe, der in der rechten Vorderpranke ein schwarzes Nagelspitzkreuz hält unten von Silber (Weiß) und Blau geviert und mit einem roten über einem silbernen (weißen) gekreuzten Schlüssel, beide Bärte nach oben und außen, belegt.“ |
| Wappen Landkreis Rotenburg (Wümme) | Wappenbegründung: Das Wappen kombiniert die Symbole der Wappen der ehemaligen Landkreise Rotenburg (Hannover), (Welfenlöwe mit dem Kreuz des Hochstiftes Verden) und Bremervörde mit den Schlüsseln Petri des Erzstiftes Bremen. Das Wappen des Landkreises Rotenburg (Wümme) wurde am 31. Mai 1979 von der Bezirksregierung Lüneburg genehmigt.                                                          |

## Patenschaften und Partnerschaften

### Patenschaften
Nach dem Krieg übernahm der Kreis Rotenburg in Hannover die Patenschaft für die Vertriebenen aus dem Kreis Angerburg (Węgorzewo) in Ostpreußen. Der Kreis Bremervörde übernahm die Patenschaft für die Vertriebenen aus dem Kreis Stuhm (Sztum) in Westpreußen. Beide Patenschaften wurden nach der Fusion der beiden Altkreise vom Landkreis Rotenburg (Wümme) übernommen. Die Patenschaft für die Vertriebenen aus Stuhm fand Anschluss in einer Partnerschaft mit dem polnischen Powiat Malborski (Kreis Marienburg), zu dem nach einer polnischen Gebietsreform weite Teile des Altkreises Stuhm heute gehören.

### Partnerschaften
Es bestehen Partnerschaften mit dem französischen Sainte-Foy-la-Grande, anknüpfend an eine vorangegangene Partnerschaft Sainte-Foys mit dem Altkreis Rotenburg. Eine weitere Partnerschaft wird mit dem britischen Falmouth gepflegt, womit eine vorangegangene Partnerschaft Falmouths mit dem Altkreis Bremervörde fortgesetzt wird. Wie im Absatz über die Patenschaften bereits erwähnt besteht eine Partnerschaft mit dem polnischen Kreis Malbork. Daneben bestand eine Partnerschaft mit dem Landkreis Güstrow in Mecklenburg-Vorpommern, der heute zum Landkreis Rostock gehört.

## Wirtschaft und Infrastruktur
Der Landkreis Rotenburg hat seit den 1990er Jahren eine zunehmende Bedeutung bei der Förderung von Erdgas in Deutschland bekommen. Daran sind unter anderem die Unternehmen ExxonMobil und die DEA Deutsche Erdoel AG maßgeblich beteiligt. Im Jahr 2015 war hier mit 1,2 Mrd. m3 Rohgas das förderstärkste Gasfeld.
Im Zukunftsatlas 2016 belegte der Landkreis Rotenburg Platz 213 von 402 Landkreisen, Kommunalverbänden und kreisfreien Städten in Deutschland und zählt damit zu den Regionen mit „ausgeglichenem Chancen-Risiko Mix“ für die Zukunft.

### Wirtschaftsstruktur
Begünstigt durch die zentrale Lage zwischen Hamburg und Bremen sowie der guten verkehrlichen Erreichbarkeit der Nachbarzentren hat sich der Landkreis Rotenburg (Wümme) insgesamt in den letzten Jahrzehnten überdurchschnittlich entwickelt. Dies spiegelt sich in der seit Jahren unter dem Bundes- und Landesdurchschnitt liegenden Arbeitslosenquote wider, die im Juli 2024 bei 4,0 % lag. Die Einwohnerzahl stieg seit der letzten Volkszählung 1987 um knapp 27.000 Personen an, wobei der Großteil des Bevölkerungszuwachses auf Wanderungsgewinne zurückzuführen ist.
Die wirtschaftlichen Zentren sind Rotenburg (Wümme), Bremervörde, Zeven, Sottrum und Sittensen.
Von besonderer Bedeutung sind das Nahrungsmittelgewerbe, der Gesundheitssektor, das Handwerk und die Logistik. Während die Steuereinnahmekraft im Landkreis leicht unterdurchschnittlich ist, bietet ein ausgeprägter Branchenmix kleiner und mittelgroßer Betriebe umfangreiche Beschäftigungsmöglichkeiten und führt zu einer guten Beschäftigungssituation.
Neben der Verarbeitung landwirtschaftlicher Produkte in der Nahrungsmittelindustrie sind auch viele Handels-, Handwerks- und Dienstleistungsbetriebe direkt oder indirekt mit der Landwirtschaft verbunden. Im Bereich der Biomassenutzung nimmt der Landkreis mit über 140 Biogasanlagen eine führende Rolle in Niedersachsen ein.
Zeven ist Sitz der Sparkasse Rotenburg Osterholz und der Zevener Volksbank. Bremervörde liegt zusätzlich im Tätigkeitsbereich der Volksbank Osterholz-Scharmbeck, Rotenburg besitzt Geschäftsstellen der im Altkreis Rotenburg und im Raum Ottersberg tätigen Volksbank Wümme-Wieste sowie der Bremischen Volksbank. Scheeßel ist Sitz der Sparkasse Scheeßel, deren Geschäftsgebiet den Südostteil des Landkreises umfasst. Visselhövede besitzt eine Filiale der Volksbank Lüneburger Heide.

### Verkehr

#### Straßenverkehr
Hauptverkehrsadern im Landkreis Rotenburg (Wümme) sind die Bundesautobahn A 1 (Hamburg–Bremen), die das Kreisgebiet in der Mitte auf einer Länge von 40 Kilometern durchquert, die Bundesstraßen 71, 74, 75, 215 und 440 sowie zahlreiche Landesstraßen, die eine Verbindung zu den benachbarten Wirtschaftszentren Hamburg und Bremen herstellen. Es gibt vier Anbindungen an die A 1. Anschlüsse an die Autobahnen 7 (Hamburg-Hannover) und A 27 (Cuxhaven-Bremerhaven-Bremen-Hannover) sind in geringer Entfernung von der südlichen Kreisgrenze zu erreichen.

#### Schienenverkehr und ÖPNV
Im Schienenverkehr gibt es Verbindungen zu den Oberzentren Hamburg, Bremen und Bremerhaven sowie über Verden (Aller) nach Hannover/Minden und über Soltau nach Uelzen. Besondere Bedeutung hat die Eisenbahnstrecke von Bremen über Rotenburg nach Hamburg, die im Regionalverkehr von den Metronom-Zügen bedient wird. Die Fahrtzeit Rotenburg-Hamburg Hbf beträgt 49 Minuten. Während im Raum Bremervörde die „Eisenbahnen und Verkehrsbetriebe Elbe-Weser“ (EVB) für eine Bahnverbindung nach Hamburg und Bremerhaven sorgt, verbindet im Südkreis der Erixx Visselhövede über die Bahnstrecke Uelzen–Langwedel mit Bremen, Soltau und Uelzen. In den Monaten Mai bis Oktober pendelt der sogenannte „Moorexpress“, ein historischer Schienenbus der EVB, durch das Teufelsmoor zwischen Bremen, Bremervörde und Stade und bietet Touristen ungewöhnliche Einblicke in die Moorlandschaft.
Buslinien werden von verschiedenen Gesellschaften betrieben. Im nördlichen und im mittleren Drittel des Kreises erfolgt der Linienbusbetrieb durch die Omnibusbetriebe von Arentschildt (OvA), an der die EVB und die Landkreise Rotenburg und Osterholz beteiligt sind. Einige das Kreisgebiet überschreitende Linien werden aber auch von anderen Unternehmen wie der KVG Stade betrieben. Im südlichen Drittel verkehren Busse der zur Deutschen Bahn gehörenden Weser-Ems-Bus, die auch beispielsweise den Stadtverkehr Rotenburg durchführt. Von Zeven aus wird eine Schnellbuslinie nach Tostedt betrieben, wo eine Umsteigemöglichkeit in Züge nach Hamburg besteht. Daneben besteht eine Schnellbusverbindung von Zeven nach Bremen. Die OvA bieten eine Verbindung von Bremervörde über Zeven nach Rotenburg an. Der Stadtverkehr Visselhövede wird von einem Bürgerbussystem getragen.

#### Verkehrsverbünde
Da sich der Landkreis Rotenburg geografisch in einer Mittlerposition zwischen den Großräumen Hamburg und Bremen sowie – in seinem Südteil – Hannover befindet, hat er sich nicht in seiner Gesamtheit einem der jeweiligen Verkehrsverbünde angeschlossen. Im öffentlichen Personennahverkehr gilt daher der Tarif der Verkehrsgemeinschaft Nordost-Niedersachsen, der sich über den niedersächsischen Anteil der Metropolregion Hamburg erstreckt, zu der sich auch der Landkreis Rotenburg rechnet. In Richtung Hamburg gilt der Tarif zum Hamburger Verkehrsverbund (HVV), in dem der Landkreis Mitglied ist, teilweise jedoch nur für Zeitkarten.
Für eher westlich gelegene Teile des Kreisgebietes gilt der Tarif des Verkehrsverbundes Bremen/Niedersachsen (VBN), um der Orientierung westlicher Randgebiete des Landkreises in Richtung Bremen Rechnung zu tragen.
Hier gilt der ROW-Tarif.

#### Wasserstraßen
Eine Anbindung an das Wasserstraßennetz besteht nur über die bis Bremervörde schiffbare Oste. Der kleine Hafen in Bremervörde wird für die Freizeitschifffahrt genutzt; die Option gewerblicher Nutzung wird offen gehalten.

#### Flugverkehr
Verkehrslandeplätze befinden sich in der Kreisstadt Rotenburg (Wümme), in Hellwege und in Karlshöfen, wobei dem ausgebauten Flugplatz in Rotenburg wirtschaftliche Bedeutung für den Geschäftsreiseverkehr zukommt.

## Gesundheitswesen
Rotenburg ist Standort des Agaplesion Diakonieklinikum Rotenburg, das ein Krankenhaus der Maximalversorgung und eines der größten Krankenhäuser in Niedersachsen ist. In Bremervörde befindet sich ein Krankenhaus der Regelversorgung der zu den Elbe Kliniken Stade-Buxtehude gehörenden OsteMed. Nach Beschluss des Kreistages vom 11. April 2018 wurde das Krankenhaus Zeven geschlossen und die stationäre Versorgung in Bremervörde gebündelt. Brauel bei Zeven ist Standort einer forensischen Psychiatrie, in Gyhum befindet sich eine Rehaklinik.
Bezüglich des kassenärztlichen Bereitschaftsdienstes ist der Landkreis in drei Bereiche mit Zentrum in Rotenburg, Zeven und Bremervörde eingeteilt. Einige Gemeinden wurden Bereitschaftsbezirken außerhalb des Kreisgebietes angegliedert, so gehört Sottrum zum Bereitschaftsdienstbezirk Achim (Landkreis Verden), Visselhövede zu Walsrode (Landkreis Heidekreis) und Hemslingen zu Soltau (Landkreis Heidekreis).
Rettungswachen befinden sich in Bremervörde, Gnarrenburg, Lauenbrück, Rotenburg, Sittensen, Sottrum, Tarmstedt, Visselhövede und Zeven. Notarztstandorte befinden sich in Rotenburg, Zeven und Bremervörde. Diese Standorte wurden durch einen Bürgerentscheid festgelegt.
| Krankenhaus | Sitz              | 2003 | 2004 | 2005 | 2006 | 2007 | 2008 | 2009 | 2010 | 2011 | 2012 | 2013 | 2014 |
| --- | ----------------- | ---- | ---- | ---- | ---- | ---- | ---- | ---- | ---- | ---- | ---- | ---- | ---- |
| Agaplesion Diakonieklinikum Rotenburg                                                                                         | Rotenburg (Wümme) | 753  | 753  | 758  | 708  | 708  | 721  | 711  | 711  | 706  | 706  | 706  | 706  |
| OsteMed Klinik Bremervörde gehörte von 2001 bis 2013 mit 49,9 % zum Verbund der Sana Kliniken                                 | Bremervörde       | 160  | 160  | 160  | 147  | 136  | 136  | 128  | 120  | 120  | 110  | 110  | 110  |
| OsteMed Martin-Luther-Krankenhaus Zeven (2018 geschlossen) gehörte von 2001 bis 2013 mit 49,9 % zum Verbund der Sana Kliniken | Zeven             | 126  | 80   | 80   | 80   | 80   | 80   | 90   | 90   | 90   | 90   | 87   | 87   |
| Reha-Zentrum Gyhum | Gyhum             | 32   | 32   | 30   | 30   | 30   | 30   | 27   | 27   | 22   | 22   | 22   | 22   |
| | Gesamt            | 1071 | 1025 | 1028 | 965  | 954  | 967  | 956  | 948  | 938  | 928  | 925  | 925  |

## Medien
Die beiden wichtigsten Tageszeitungen im Landkreis sind zum einen die Zevener Zeitung und die Rotenburger Kreiszeitung. Außerdem bietet der Bremer Weserkurier eine Lokalausgabe für die Region. Der Norddeutsche Rundfunk strahlt werktäglich sieben Regionalfenster im Hörfunk auf NDR 1 Niedersachsen aus. Zuständig für die Region ist das NDR Studio in Lüneburg, wo auch Fernsehberichte aus dem Landkreis Rotenburg, unter anderem für Hallo Niedersachsen, NDR Info oder die tagesschau gefertigt werden.

## Kultur und Sehenswürdigkeiten
Die mittlerweile bekannteste Musikveranstaltung im Landkreis Rotenburg (Wümme) ist das „Hurricane-Open-Air-Festival“ mit zeitweise bis zu 80.000 Besuchern, das seit 1997 auf dem Gelände des Eichenringes in Scheeßel stattfindet. Auf drei Bühnen spielen an drei Festivaltagen bis zu 80 Bands.
Auch Veranstaltungen wie die Rotenburger Gitarrenwoche (seit 1982) und die Zevener Gitarrenwoche finden regelmäßig großen Anklang in der Bevölkerung. Ebenfalls großer Beliebtheit erfreuen sich die jährlich veranstalteten Trachtenfeste der Tanz- und Trachtengruppe „De Beekscheepers“ und der „Original Scheeßeler Trachtengruppe“ auf dem Meyerhofgelände in Scheeßel. Die „Tarmstedter Ausstellung“ schließlich ist die bedeutendste Großveranstaltung im Landkreis und findet jährlich am 2. Wochenende im Juli statt. Zu dieser größten landwirtschaftlichen Messe im Norden kommen jährlich bis zu 100.000 Besucher.
Einmal im Monat finden im Haus Kreienhoop in Nartum Lesungen aus dem Werk des Dichters Walter Kempowski statt. Der Autor von „Tadellöser & Wolff“ und berühmte Chronist („Echolot“) lebte von 1960 bis zu seinem Tod 2007 im Landkreis Rotenburg, zuerst in Breddorf, ab 1965 in Nartum.
Das Bachmann-Museum in Bremervörde zeigt als Museum für Regionalgeschichte im letzten erhaltenen Gebäude des Schlosses Vörde bedeutende Exponate aus Erdgeschichte, Archäologie und Volkskunde. Regelmäßig werden Lesungen, Konzerte, Vorträge, Märkte, Sonderausstellungen und Aktionen im rekonstruierten Steinzeitdorf durchgeführt. Das Königin-Christine-Haus in Zeven bietet einen besonderen Rahmen für wechselnde Ausstellungen norddeutscher Künstler. Im Museum Kloster Zeven werden unter anderem Erzeugnisse aus der ehemaligen Zevener Porzellanmanufaktur gezeigt. Weiter finden sich dort eine Dokumentation zur Entwicklung des Klosters und der Stadt, eine Trachtensammlung sowie eine Darstellung zum Wirken des Heimatforschers Hans Müller-Brauel.
Auf dem Schlossberg in Rotenburg (Wümme) bilden ein niedersächsisches Bauernhaus und mehrere bäuerliche Nebengebäude das Heimatmuseum. Hier befindet sich eine Dauerausstellung mit dem Thema „Bäuerliches Haus- und Arbeitsgerät“. Im Rudolf-Schäfer-Haus in der Rotenburger Fußgängerzone befindet sich eine Ausstellung über den einstigen Kirchenmaler Professor Schäfer sowie zur Rotenburger Stadtgeschichte und Bürgerkultur.
Im Moorhof Augustendorf in der Gemeinde Gnarrenburg wird den Besuchern anschaulich das Leben und Arbeiten der Moorbauern in den Kolonistendörfern des 18. und 19. Jahrhunderts gezeigt. In Gnarrenburg wird vom Förderverein „Glasmuseum Marienhütte e. V.“ im alten Bahnhofsgebäude eine umfangreiche Sammlung von Arbeitsgeräten und Gläsern aus der ehemaligen Marienhütte ausgestellt. Im Handwerkermuseum in der Wassermühle in Sittensen wird alte Handwerkskunst dargestellt.
In Visselhövede dient der 1889 erbaute Wasserturm der ehemaligen Honig- und Wachswarenfabrik „Sonnentau“ zeitgenössischen Künstlern aus der Region und von außerhalb als außergewöhnliche Ausstellungsmöglichkeit. Von März bis Oktober werden auf dem Vissel- & Sonnentau-Campus abwechselnd bildhauerische und malerische Werke sowie Fotografien und Installationen gezeigt.
Das Theater Metronom ist ein kleines ausgestattetes Theater mit 100 Sitzplätzen in dem kleinen Dorf Hütthof mit knapp 20 Einwohnern. Gezeigt werden eigene Produktionen im Abendspielplan, Kinder- und Jugendtheaterstücke, Gastspiele anderer Theater und Arbeitsergebnisse von Theaterprojekten in ca. 60–70 Vorstellungen im Jahr. Das Theater befindet sich in einer umgebauten Halle auf einem Bauernhof.
Dorfkirchen, verschiedene Amts- und Gutshöfe sowie Wind- und Wassermühlen zählen zu den baulichen Sehenswürdigkeiten des Landkreises. Bemerkenswerte Kirchengebäude sind die St.-Vitus-Kirche in Zeven, erbaut 1141–50 mit rundem Turm, eine Besonderheit in Norddeutschland, und die St.-Vitus-Kirche in Heeslingen, die älteste erhaltene Feldsteinkirche im Elbe-Weser-Raum (973), sowie die alte Wehrkirche St. Bartholomäus in Kirchwalsede (1150). Vollständig erhalten ist die Windmühle in Brockel von 1860. Das 1564 erbaute „Eckes Hus“ in Ostereistedt ist das älteste Bauernhaus im Landkreis Rotenburg.
In Sandbostel sind vom im Zweiten Weltkrieg errichteten Kriegsgefangenenlager Stalag XB noch 25 Gebäude in ihrer Grundsubstanz erhalten. Ein Ensemble bestehend aus 11 historischen Baracken ist im Besitz der Stiftung Lager Sandbostel. Auf diesem Gelände ist eine Dokumentations- und Gedenkstätte eingerichtet.

### Jüdische Kultur
Im Landkreis Rotenburg (Wümme) gibt es drei Jüdische Friedhöfe: in Bremervörde, Rotenburg (Wümme) und Zeven. Es handelt sich um schützenswerte Kulturdenkmäler. Im Zentrum Rotenburgs gibt es mit der Cohn-Scheune ein jüdisches Museum.

## Gemeinden
In Klammern die Einwohnerzahl am 31. Dezember 2024.
Einheitsgemeinden
1. Bremervörde, Stadt (18.564)
2. Gnarrenburg (9216)
3. Rotenburg (Wümme), Kreisstadt (23.117)
4. Scheeßel (12.690)
5. Visselhövede, Stadt (9458)

| Samtgemeinden mit ihren Mitgliedsgemeinden * Sitz der Samtgemeindeverwaltung - 1. Samtgemeinde Bothel (8389) 1. Bothel * (2430) 2. Brockel (1359) 3. Hemsbünde (1145) 4. Hemslingen (1461) 5. Kirchwalsede (1256) 6. Westerwalsede (738) - 2. Samtgemeinde Fintel (7993) 1. Fintel (3082) 2. Helvesiek (894) 3. Lauenbrück * (2526) 4. Stemmen (804) 5. Vahlde (687) - 3. Samtgemeinde Geestequelle (6504) 1. Alfstedt (859) 2. Basdahl (1475) 3. Ebersdorf (1071) 4. Hipstedt (1209) 5. Oerel * (1890) - 4. Samtgemeinde Selsingen (9143) 1. Anderlingen (823) 2. Deinstedt (621) 3. Farven (639) 4. Ostereistedt (940) 5. Rhade (1041) 6. Sandbostel (788) 7. Seedorf (717) 8. Selsingen * (3574) | - 5. Samtgemeinde Sittensen (11.838) 1. Groß Meckelsen (533) 2. Hamersen (560) 3. Kalbe (604) 4. Klein Meckelsen (953) 5. Lengenbostel (495) 6. Sittensen * (6211) 7. Tiste (918) 8. Vierden (770) 9. Wohnste (794) - 6. Samtgemeinde Sottrum (14.710) 1. Ahausen (1894) 2. Bötersen (1006) 3. Hassendorf (1211) 4. Hellwege (1100) 5. Horstedt (1265) 6. Reeßum (1755) 7. Sottrum * (6479) - 7. Samtgemeinde Tarmstedt (10.951) 1. Breddorf (1011) 2. Bülstedt (762) 3. Hepstedt (1011) 4. Kirchtimke (936) 5. Tarmstedt * (4066) 6. Vorwerk (998) 7. Westertimke (433) 8. Wilstedt (1734) - 8. Samtgemeinde Zeven (23.331) 1. Elsdorf (2054) 2. Gyhum (2451) 3. Heeslingen (4868) 4. Zeven, Stadt * (13.958) |

## Schutzgebiete
Im Landkreis befinden sich neben Landschaftsschutzgebieten und Naturdenkmalen 32 ausgewiesene Naturschutzgebiete (Stand Februar 2017).
Siehe auch:
- Liste der Naturschutzgebiete im Landkreis Rotenburg (Wümme)
- Liste der Landschaftsschutzgebiete im Landkreis Rotenburg (Wümme)
- Liste der Naturdenkmale im Landkreis Rotenburg (Wümme)
- Liste der geschützten Landschaftsbestandteile im Landkreis Rotenburg (Wümme)

## Kfz-Kennzeichen
Am 1. Juli 1956 wurde dem Landkreis bei der Einführung der bis heute gültigen Kfz-Kennzeichen das Unterscheidungszeichen ROH (Rotenburg (Hannover)) zugewiesen. Am 15. Oktober 1970 erhielt der umbenannte Landkreis die neue Kennung ROW. Diese wird durchgängig bis heute ausgegeben.
Seit dem 15. November 2012 ist wegen der Kennzeichenliberalisierung auch das Unterscheidungszeichen BRV (Bremervörde) erhältlich.